# 教育体制改革
教育体制改革是一种通常由政府主导，以提升教学水平为目的，通过改变教育方式、管理方式、学校和政府有关部门行政设置及划分方式的一种社会进步。